# 巖谷大四
巖谷 大四（いわや だいし、1915年12月30日 - 2006年9月6日）は、日本の文芸評論家。

## 来歴
童話作家・巖谷小波の四男として東京に生まれる。早稲田大学英文科卒。卒業後、菊池寛の世話により社団法人日本文藝家協会書記となる。
戦時中日本文学報国会で事務をとる。1945年の終戦後、高見順の誘いで鎌倉文庫の編集者となる。1949年秋に鎌倉文庫がつぶれ、1950年1月に河出書房に入社して「現代日本小説大系」の編集者となる。1950-56年『文藝』編集長。『週刊読書人』編集長を務め、1965年から文筆活動に入る。
父の評伝『波の跫音』がある。1989年勲三等瑞宝章受章、1991年大衆文学研究賞受賞。墓所は多磨霊園。
文芸編集者としての経験から文壇裏面史に詳しく、大岡昇平『花影』のモデルが、大岡の愛人で、以前は河上徹太郎の愛人だった坂本睦子だと明かしたのも巌谷である。
三男の巖谷純介はブックデザイナー。
長兄・巖谷慎一は劇作家、次兄・巖谷栄二は児童文学研究家で、栄二の息子で甥の巖谷國士はフランス文学者という文学者一家である。

## 著書
- 『非常時日本文壇史』中央公論社 1958
- 『随筆おにやらい』三月書房 1963
- 『戦後・日本文壇史』朝日新聞社 1964
- 『女性のための日本の文学100の案内 昭和篇』協同出版 1966
- 『女性のための日本文学100の案内 大正・明治篇』協同出版 1966
- 『尾崎紅葉』人物往来社 1967
- 『私版昭和文壇史』虎見書房 1968
- 『随筆父と子』三月書房 1969
- 『文壇紳士録』文藝春秋 1969
- 『川端康成』保育社(カラーブックス)1970
- 『川端康成の旅愁 文学散歩12カ月』日本交通公社 1972
- 『井上靖』保育社(カラーブックス)1972
- 『その人その頃 現代文学者の群像』中島健蔵共著 丸ノ内出版 1973
- 『文学のある風景』PHP研究所 1973
- 『愛に生きた作家の青春譜』新評社 1973
- 『水上勉』保育社(カラーブックス)　1973
- 『波の跫音 巖谷小波伝』新潮選書 1974 のち文春文庫
- 『名作歳時記』丸ノ内出版 1975
- 『物語大正文壇史』文藝春秋 1976 「懐しき文士たち 大正篇」として文春文庫
- 『物語女流文壇史』中央公論社 1977 のち文春文庫
- 『このヒロインたちの生き方 名作のなかの女性たち』朱鷺書房 1977
- 『瓦板昭和文壇史』時事通信社 1978 「懐しき文士たち 昭和篇」として文春文庫
- 『文学歳時記』ティビーエス・ブリタニカ 1978
- 『文学のある東京風景』北洋社 1979
- 『現代文壇人国記』集英社 1979
- 『人間泉鏡花』東京書籍(東書選書)1979
- 『瓦板戦後文壇史』時事通信社 1980 「懐しき文士たち 戦後篇」として文春文庫
- 『文壇資料鎌倉・逗子』講談社 1980
- 『文壇一夕話』牧羊社 1981
- 『文壇ものしり帖』河出書房新社 1982
- 『名作こぼればなし』文化出版局 1982
- 『酒、人、酒、旅』作品社 1982
- 『本のひとこと』福武書店 1983
- 『東京文壇事始』角川選書 1984 のち講談社学術文庫
- 『名作の筐 あなたの本棚へ』光風社出版 1985
- 『七月子』三月書房 1987
- 『初孫と四十雀』博文館新社 1989
- 『物語文壇人国記』六興出版 1989
- 『本に親しむ』福武書店 1989
- 『かまくら文壇史 近代文学を極めた文士群像』かまくら春秋社 1990
- 『物語明治文壇外史』新人物往来社 1990
- 『ロマンのふるさと 文学のある風景』博文館新社 1991
- 『蓄音機と西洋館』博文館新社 1994

### 共著
- 『文壇百人』尾崎秀樹、進藤純孝共著 読売新聞文化部編　読売新聞社 1972

## 参考
- 日本近代文学大事典